# Georgina Gonzalez
Georgina Gonzalez là người được trao vương miện Hoa hậu Trái Đất El Salvador. Cô đại diện cho El Salvador trong cuộc thi Hoa hậu Trái Đất 2014 nhưng không được xếp hạng.